# Mẫu hình Cây nến không bấc
Cây nến không bấc (từ tiếng Nhật: Marubozu) là tên của một mẫu hình nến Nhật Bản được sử dụng trong phân tích kỹ thuật để chỉ ra một chứng khoán đã được giao dịch mạnh theo một hướng trong suốt phiên và đóng cửa ở mức giá cao nhất (nếu giá mở cửa là thấp nhất) hay ở mức giá thấp nhất (nếu giá mở cửa là cao nhất) trong phiên giao dịch.

## Mô tả và giải thích
Một cây nến không bấc được biểu diễn duy nhất chỉ có phần thân nến và không có bấc (hoặc bóng) kéo dài từ đầu tới cuối của nến. Một cây nến trắng không bấc có một thân nến dài màu trắng và được hình thành khi giá mở cửa bằng giá thấp nhất và giá đóng cửa bằng giá cao nhất.
Cây nến trắng không bấc cho thấy người mua đã kiểm soát giá của chứng khoán từ khi mở cửa cho đến khi đóng cửa, và được xem là giá tăng (bullish).
Một cây nến đen không bấc có một thân màu đen dài và được hình thành khi giá mở cửa bằng giá cao nhất và giá đóng cửa bằng giá thấp nhất. Một nến đen không bấc chỉ ra rằng người bán đã kiểm soát giá cả từ khi mở cửa cho đến khi đóng cửa, và được xem là giá xuống (bearish).

## Ví dụ
- Nến không bấc trắng
- Nến không bấc đen